# 格拉夫灵
格拉夫灵是德国巴伐利亚州的一个市镇。总面积46.31平方公里，总人口2767人，其中男性1381人，女性1386人（2011年12月31日），人口密度60人/平方公里。